# اریل (گیاه‌شناسی)

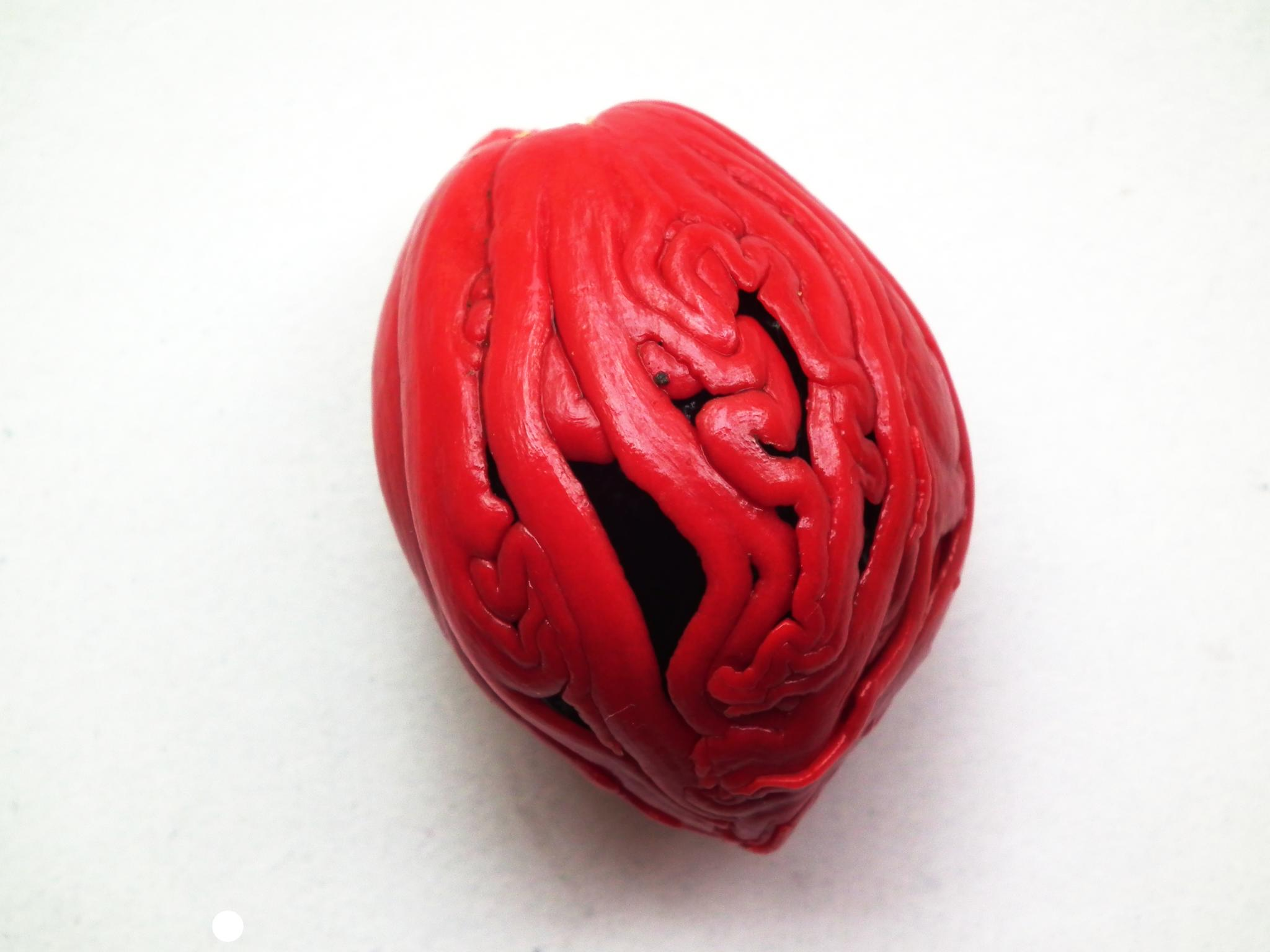
اریلی که دانه جوز هندی را احاطه کرده است به‌عنوان ادویه‌ای به نام مِیس استفاده می‌شود.

اَریل (به انگلیسی: Aril) که اَریلوس (Arillus) نیز نامیده می‌شود یک برون‌رشد تخصصی در بذر است که بذر را تا حدی یا به‌طور کامل می‌پوشاند. اریلود (Arillode) یا اَریل کاذب گاهی متمایز می‌شود: در حالی که اریل از نقطه اتصال بذر به تخمدان (از تخمک یا ناف) رشد می‌کند، اریلود از نقطه‌ای متفاوت روی پوسته بذر ایجاد می‌شود. اصطلاح «اریل» گاهی به هر ضمیمه گوشته‌ای بذر در گیاهان گل‌دار مانند مِیس (Mace) در جوزهندی گفته می‌شود. اریل‌ها و اریلودها غالباً اغواکننده‌های خوراکی هستند که حیوانات را ترغیب به انتقال بذر می‌کنند و در نتیجه به پراکنش بذر کمک می‌کنند.

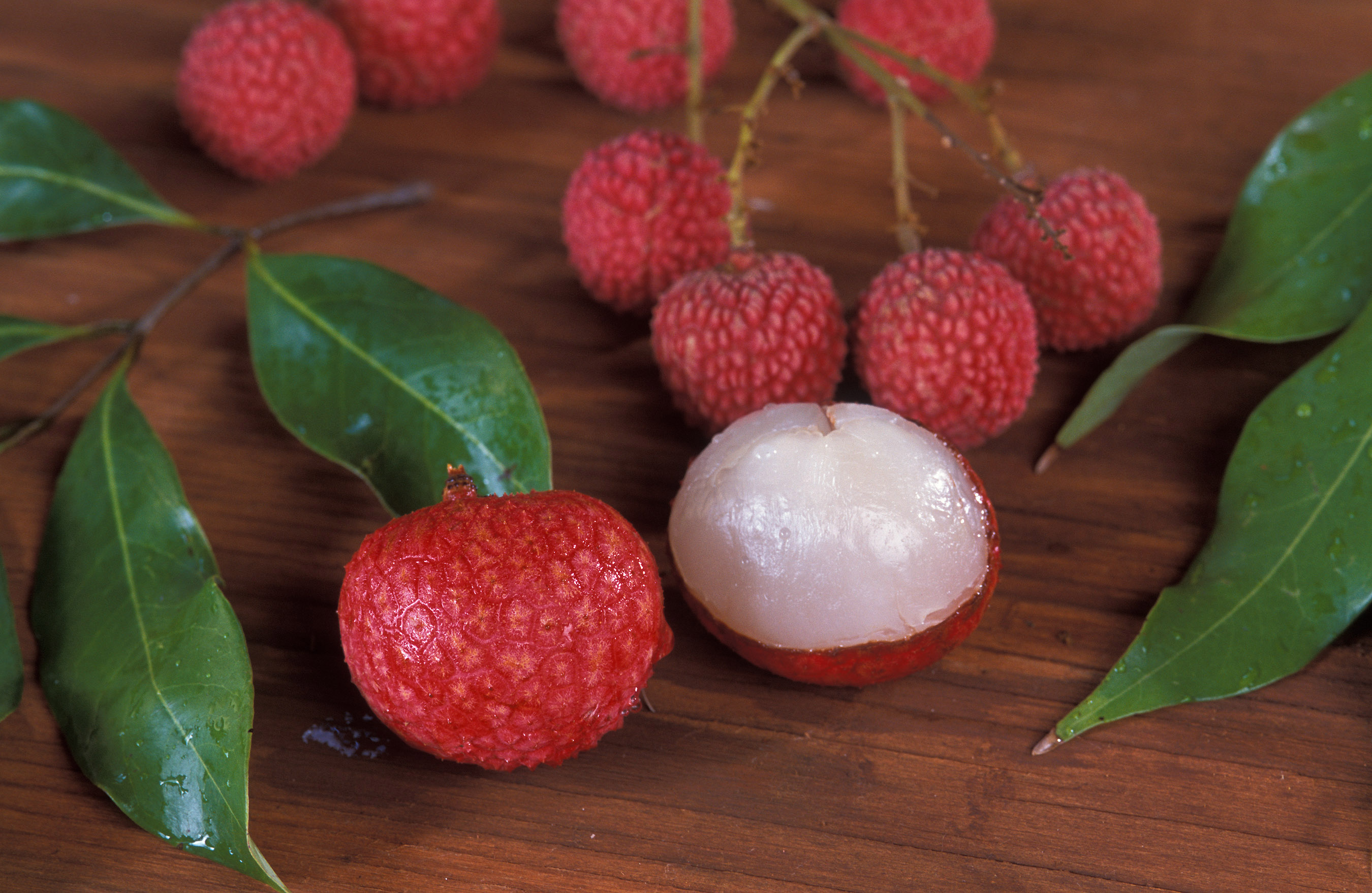
اریل سفید خوراکی سرخالوی چینی گاهی اریلود یا اریل کاذب نامیده می‌شود. این گیاه تا حدی از تخمک و بخشی از پوش بذر رشد می‌کند.

سوداریل‌ها (Pseudarils) ساختارهای اریل مانند هستند که معمولاً در پیرن‌های (Pyrena) گونه روشَنَکان یافت می‌شوند که از میان‌بر تخمدان ایجاد می‌شود. فرابر گوشتی و خوراکی به‌طور منظم به دو نیم تقسیم می‌شود، سپس می‌افتد یا خورده می‌شود تا یک سوداریل رنگ روشن در اطراف بذر سیاه نمایان شود.
اریل ممکن است ساختاری شبیه میوه ایجاد کند که (در میان نام‌های دیگر) میوه کاذب نامیده می‌شود. میوه‌های کاذب در گونه‌های متعدد گیاهان گل‌دار یافت می‌شوند. میوه‌های کاذب خوراکی میوه‌های چشالو، سرخالو و آکی اریل‌های بسیار توسعه یافته‌ای هستند که بذر را احاطه کرده‌اند مانند یک لایه فرابر. این گونه اریل‌ها نیز در چند گونه بازدانگان یافت می‌شوند به‌خصوص سرخدارها و مخروطیان مربوط مانند سرخدار آلوشیلی (Prumnopitys andina) و کاهیکاته (Dacrycarpus dacrydioides). به جای مخروط چوبی معمولی در اکثر بازدانگان، ساختار زایشی سرخدار از یک بذر تشکیل شده است که توسط یک پوشش گوشته‌ای و جام مانند احاطه شده است. این پوشش از فلس مخروطی بسیار اصلاح شده مشتق شده است.

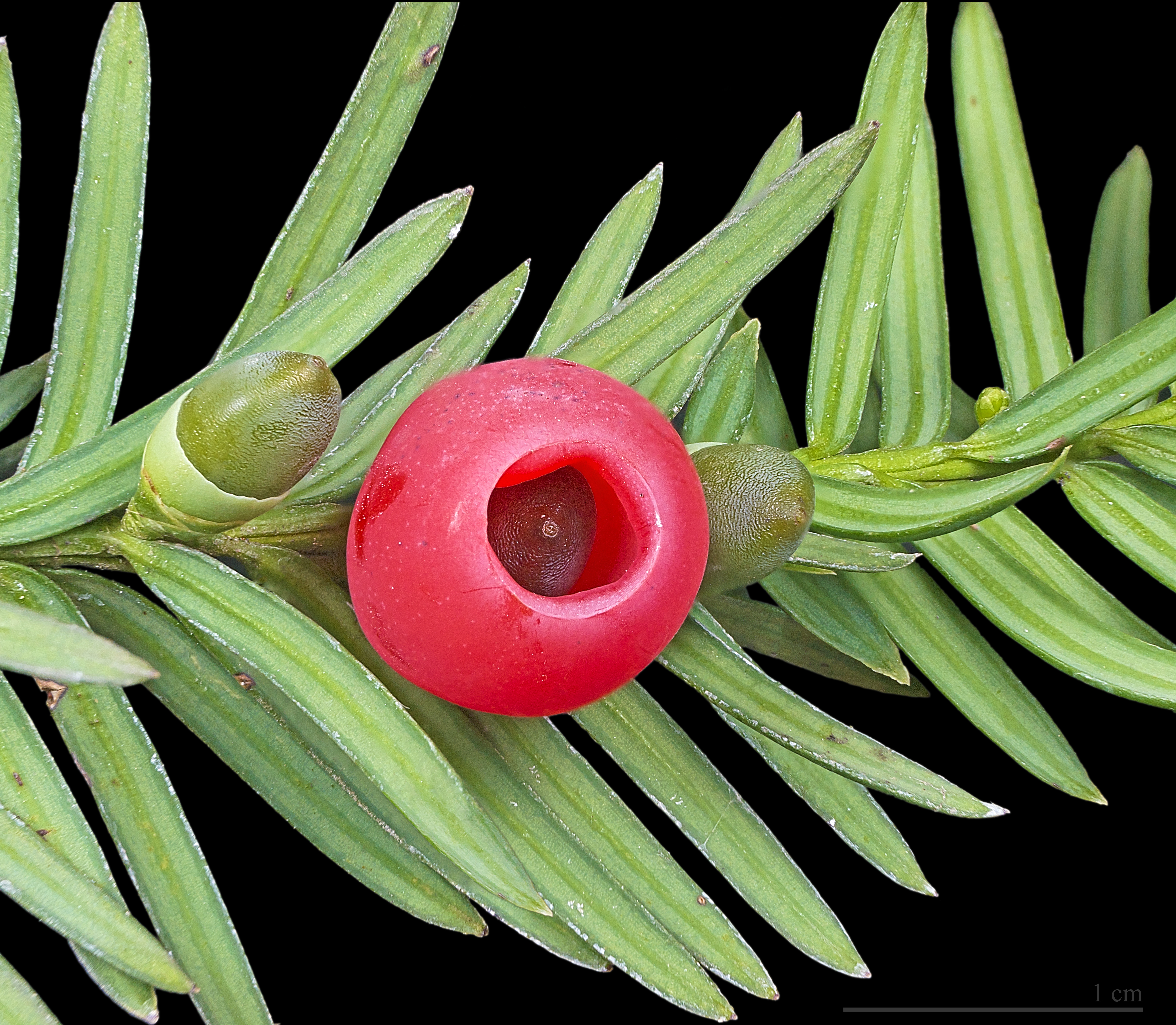
اریل گوشته‌ای که هر بذر را در سرخدار احاطه کرده است فلس مخروط بذر است که بسیار اصلاح شده است.

## توسعه در سرخدار
در گیاهان سرخدار اروپایی، اریل به‌صورت یک نوار کوچک و سبز رنگ در پایه بذر شروع می‌شود، سپس با بزرگ شدن و احاطه کردن بذر قهوه‌ای مایل به قرمز می‌شود و در نهایت در زمان بلوغ گوشته‌ای سَکَرلات (Scarlet) می‌شود. اریل برای پرندگان میوه‌خوار جذاب است و سمی نیست. تمام قسمت‌های دیگر سرخدار سمی هستند از جمله بذری که در داخل اریل قرار دارد. اگر دانه در معده یک انسان، پرنده یا حیوان دیگر خرد، شکسته یا شکافته شود، منجر به مسمومیت می‌شود. پرندگان اریل گوشته‌ای را به عنوان منبع غذایی هضم می‌کنند و بذرها را در مدفوع خود بیرون می‌دهند و باعث پراکندگی بذرها می‌شوند.

## در کاهیکاته
درخت کاهیکاته (kahikatea)، بومی نیوزیلند است. در دوران ماقبل اروپایی، اریل کاهیکاته منبع غذایی برای مردم مائوری بود. اریل‌های شسته شده را کوروئی (koroi) می‌نامیدند و به‌صورت خام مصرف می‌کردند.